# Кераско
Кера̀ско (на италиански: Cherasco; на пиемонтски: Cherasch, Кераск) е град и община в Северна Италия, провинция Кунео, регион Пиемонт. Разположен е на 288 m надморска височина. Населението на общината е 10 029 души (към 2016 г.).